# Victor Cavendish, 9. vévoda z Devonshiru
Victor Christian William Cavendish, 9. vévoda z Devonshiru (Victor Christian William Cavendish, 9th Duke of Devonshire, 9th Marquess of Hartington, 12th Earl of Devonshire, 3rd Earl of Burlington, 12th Baron Cavendish of Hardwick, 4th Baron Cavendish of Keighley) (31. května 1868, Londýn, Anglie – 6. května 1938, Chatsworth House, Anglie) byl britský konzervativní státník ze šlechtického rodu Cavendishů. Od mládí byl poslancem a zastával nižší úřady ve vládě, nakonec byl generálním guvernérem v Kanadě (1916–1921) a ministrem kolonií (1922–1924). Jako dědic titulu vévody z Devonshire byl od roku 1908 členem Sněmovny lordů a získal Podvazkový řád. Díky sňatkům svých dětí byl mimo jiné spřízněn s pozdějším premiérem Haroldem Macmillanem nebo americkým hercem Fredem Astairem.

## Kariéra
Narodil se jako syn lorda Edwarda Cavendishe (1838–1891), po matce pocházel z rodu hrabat z Harewoodu. Studoval v Cambridge a v letech 1891–1908 byl členem Dolní sněmovny. Ve svém prvním mandátu byl nejmladším poslancem (Baby of the House), reprezentoval stranu Liberálních unionistů. V Salisburyho vládě byl pokladníkem královského dvora (1900–1903), poté státním podtajemníkem na ministerstvu financí (1903–1905) a od roku 1905 členem Tajné rady. V roce 1908 po strýci Spencerovi zdědil titul vévody z Devonshiru a převzal také úřad lorda–místodržitele v hrabství Derby (1908–1938). Byl starostou v londýnské čtvrti Eastbourne (1909–1910) a v Chesterfieldu (1911–1912). V koaliční vládě za první světové války zastával funkci civilního lorda admirality (1915-1916).
V letech 1916–1921 byl generálním guvernérem v Kanadě. Zde vynikl tím, že rezignoval na politické ambice a věnoval se především obecnému rozvoji Kanady, zvláště po skončení první světové války, r. 1918 navštívil ve Washingtonu amerického prezidenta W. Wilsona. Proslul též jako příznivec umění a také podporoval kanadský lední hokej v jeho začátcích. Po návratu do Británie se stal členem vlády jako ministr kolonií (1922–1924), pracoval také pro Společnost národů. Po roce 1924 žil v soukromí.

## Manželství a potomstvo
Jeho manželkou byla Evelyn Petty-Fitzmaurice (1870–1960), dcera ministra zahraničí a kanadského generálního guvernéra 5. markýze z Lansdowne, která v Kanadě proslula charitativní činností a jako organizátorka dobrovolnických sborů. V letech 1910–1916 a 1921–1944 byla nejvyšší hofmistryní královny Mary. Měli spolu sedm dětí, dědicem titulů byl syn Edward (1895–1950), mladší syn lord Charles Cavendish (1905–1944) sloužil v armádě a měl za manželku Adele Astaire, sestru amerického herce, zpěváka a tanečníka Freda Astaira. Z dcer se Dorothy (1900–1966) provdala za pozdějšího premiéra Harolda Macmilliana, další dcera Rachel (1902–1977) byla manželkou ministra pro Skotsko Jamese Stuarta.

## Vývod z předků
|                                          |                                           |  |                                        |                                           |  |  |  |  |  |  |  | George Cavendish, 1. hrabě z Burlingtonu |
|                                          |                                           |  |                                        |                                           |  |  |  |  |  |  |  |                                          |
|                                          | William Cavendish                         |  |                                        |                                           |  |  |  |  |  |  |  |                                          |
|                                          |                                           |  |                                        |                                           |  |  |  |  |  |  |  |                                          |
|                                          |                                           |  |                                        | Lady Elizabeth Compton                    |  |  |  |  |  |  |  |                                          |
|                                          |                                           |  |                                        |                                           |  |  |  |  |  |  |  |                                          |
|                                          | William Cavendish, 7. vévoda z Devonshire |  |                                        |                                           |  |  |  |  |  |  |  |                                          |
|                                          |                                           |  |                                        |                                           |  |  |  |  |  |  |  |                                          |
|                                          |                                           |  |                                        | Cornelius O'Callaghan, 1. Baron Lismore   |  |  |  |  |  |  |  |                                          |
|                                          |                                           |  |                                        |                                           |  |  |  |  |  |  |  |                                          |
|                                          | Louisa O'Callaghan                        |  |                                        |                                           |  |  |  |  |  |  |  |                                          |
|                                          |                                           |  |                                        |                                           |  |  |  |  |  |  |  |                                          |
|                                          |                                           |  |                                        | Frances Ponsonby                          |  |  |  |  |  |  |  |                                          |
|                                          |                                           |  |                                        |                                           |  |  |  |  |  |  |  |                                          |
|                                          | Lord Edward Cavendish                     |  |                                        |                                           |  |  |  |  |  |  |  |                                          |
|                                          |                                           |  |                                        |                                           |  |  |  |  |  |  |  |                                          |
|                                          |                                           |  |                                        | Frederick Howard, 5. hrabě z Carlisle     |  |  |  |  |  |  |  |                                          |
|                                          |                                           |  |                                        |                                           |  |  |  |  |  |  |  |                                          |
|                                          | George Howard, 6. hrabě z Carlisle        |  |                                        |                                           |  |  |  |  |  |  |  |                                          |
|                                          |                                           |  |                                        |                                           |  |  |  |  |  |  |  |                                          |
|                                          |                                           |  |                                        | Lady Margaret Leveson-Gower               |  |  |  |  |  |  |  |                                          |
|                                          |                                           |  |                                        |                                           |  |  |  |  |  |  |  |                                          |
|                                          | Blanche Cavendish, hraběnka z Burlingtonu |  |                                        |                                           |  |  |  |  |  |  |  |                                          |
|                                          |                                           |  |                                        |                                           |  |  |  |  |  |  |  |                                          |
|                                          |                                           |  |                                        | William Cavendish, 5. vévoda z Devonshire |  |  |  |  |  |  |  |                                          |
|                                          |                                           |  |                                        |                                           |  |  |  |  |  |  |  |                                          |
|                                          | Georgiana Howard, hraběnka z Carlisle     |  |                                        |                                           |  |  |  |  |  |  |  |                                          |
|                                          |                                           |  |                                        |                                           |  |  |  |  |  |  |  |                                          |
|                                          |                                           |  |                                        | Georgiana Cavendish                       |  |  |  |  |  |  |  |                                          |
|                                          |                                           |  |                                        |                                           |  |  |  |  |  |  |  |                                          |
| Victor Cavendish, 9. vévoda z Devonshire |                                           |  |                                        |                                           |  |  |  |  |  |  |  |                                          |
|                                          |                                           |  |                                        |                                           |  |  |  |  |  |  |  |                                          |
|                                          |                                           |  | Edward Lascelles, 1. hrabě z Harewoodu |                                           |  |  |  |  |  |  |  |                                          |
|                                          |                                           |  |                                        |                                           |  |  |  |  |  |  |  |                                          |
|                                          | Henry Lascelles, 2. hrabě z Harewoodu     |  |                                        |                                           |  |  |  |  |  |  |  |                                          |
|                                          |                                           |  |                                        |                                           |  |  |  |  |  |  |  |                                          |
|                                          |                                           |  |                                        | Anne Chaloner                             |  |  |  |  |  |  |  |                                          |
|                                          |                                           |  |                                        |                                           |  |  |  |  |  |  |  |                                          |
|                                          | William Lascelles                         |  |                                        |                                           |  |  |  |  |  |  |  |                                          |
|                                          |                                           |  |                                        |                                           |  |  |  |  |  |  |  |                                          |
|                                          |                                           |  |                                        | John Sebright, 6. Baronet                 |  |  |  |  |  |  |  |                                          |
|                                          |                                           |  |                                        |                                           |  |  |  |  |  |  |  |                                          |
|                                          | Henrietta Sebright                        |  |                                        |                                           |  |  |  |  |  |  |  |                                          |
|                                          |                                           |  |                                        |                                           |  |  |  |  |  |  |  |                                          |
|                                          |                                           |  |                                        | Sarah Knight                              |  |  |  |  |  |  |  |                                          |
|                                          |                                           |  |                                        |                                           |  |  |  |  |  |  |  |                                          |
|                                          | Emma Lascelles                            |  |                                        |                                           |  |  |  |  |  |  |  |                                          |
|                                          |                                           |  |                                        |                                           |  |  |  |  |  |  |  |                                          |
|                                          |                                           |  |                                        | Frederick Howard, 5. hrabě z Carlisle     |  |  |  |  |  |  |  |                                          |
|                                          |                                           |  |                                        |                                           |  |  |  |  |  |  |  |                                          |
|                                          | George Howard, 6. hrabě z Carlisle        |  |                                        |                                           |  |  |  |  |  |  |  |                                          |
|                                          |                                           |  |                                        |                                           |  |  |  |  |  |  |  |                                          |
|                                          |                                           |  |                                        | Lady Margaret Leveson-Gower               |  |  |  |  |  |  |  |                                          |
|                                          |                                           |  |                                        |                                           |  |  |  |  |  |  |  |                                          |
|                                          | Lady Caroline Howard                      |  |                                        |                                           |  |  |  |  |  |  |  |                                          |
|                                          |                                           |  |                                        |                                           |  |  |  |  |  |  |  |                                          |
|                                          |                                           |  |                                        | William Cavendish, 5. vévoda z Devonshire |  |  |  |  |  |  |  |                                          |
|                                          |                                           |  |                                        |                                           |  |  |  |  |  |  |  |                                          |
|                                          | Georgiana Howard, hraběnka z Carlisle     |  |                                        |                                           |  |  |  |  |  |  |  |                                          |
|                                          |                                           |  |                                        |                                           |  |  |  |  |  |  |  |                                          |
|                                          |                                           |  |                                        | Georgiana Cavendish                       |  |  |  |  |  |  |  |                                          |
|                                          |                                           |  |                                        |                                           |  |  |  |  |  |  |  |                                          |